# Tombes de Frazer

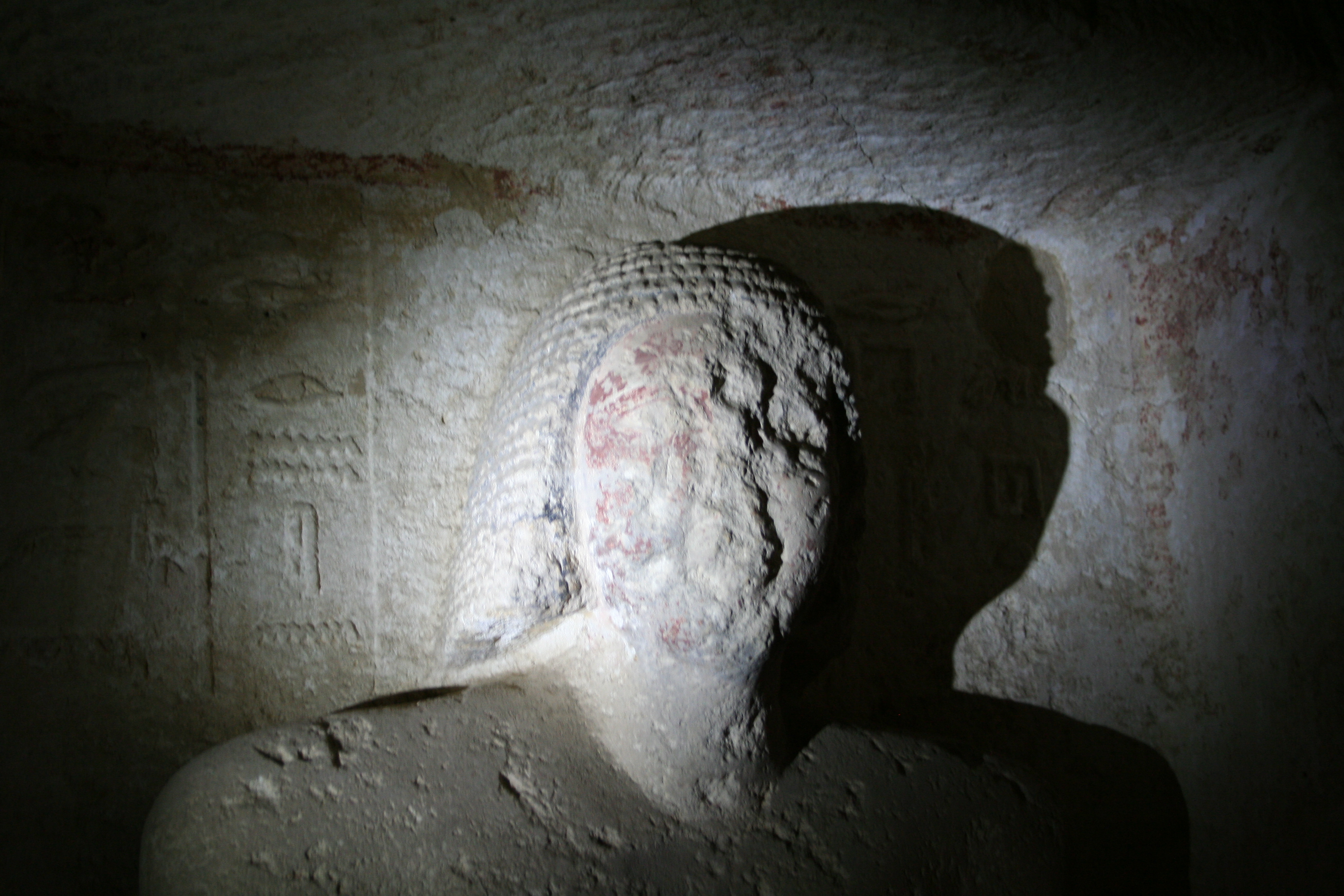
Estàtua de Neka-Ankh

Les tombes de Frazer que porten el nom del seu descobridor James George Frazer (1854-1941), són quatre tombes excavades a la pedra entremig d'Al-Minya i Tihna al-Djebel, a uns 2 o 3 km d'aquesta darrera.
Van ser descobertes per primera vegada a la tardor de 1853 per l'egiptòleg alemany Heinrich Brugsch i descrites per primera vegada per l'enginyer civil britànic George Willoughby Fraser, del qual van rebre el nom.
Les tombes són de les dinasties V i VI i són de construcció simple però presenten algunes pintures i jeroglífics. La principal és la de Nikaankh, que fou sacerdot d'Hathor durant el regne d'Userkaf de la dinastia V.